# Naturschutzgebiet Elsebachtal (Schwerte)
Das Naturschutzgebiet Elsebachtal ist ein 53,71 ha großes Naturschutzgebiet (NSG) östlich von Ergste im Stadtgebiet von Schwerte im Kreis Unna in Nordrhein-Westfalen. Das NSG wurde 1998 vom Kreistag des Kreises Unna mit dem Landschaftsplan Nr. 6 Raum Schwerte ausgewiesen. Das NSG geht bis an die Kreisgrenze zum Märkischen Kreis. Im Märkischen Kreis grenzt es im Stadtgebiet von Iserlohn an das Naturschutzgebiet Elsebachtal (Iserlohn).

## Gebietsbeschreibung
Bei dem NSG handelt es sich um den etwa 50 bis 100 m breiten naturnahen Talraum der Else. Das Tal zeichnet sich bewaldete Terrassenkanten aus. Das Gebiet wird überwiegend beweidet. Der Bach wird auf der gesamten Fließstrecke von einem Erlen-Ufergehölz begleitet. Er mäandriert leicht, Steilufer und Kiesbänke sind auf der gesamten Strecke zu finden. Stellenweise finden sich auf grundwassernahen Weiden nasse Stellen mit Waldsimsenbeständen.
Das strukturreiche schmale Siektal mit Oberlauf des Reingser Baches gehört zum NSG. Teilweise befinden sich artenreiche Bacherlenwälder entlang des Reingser Baches. Der Bach fließt am Osttalrand mit Wiesen, in denen stellenweise Feuchtezeiger vorkommen. Am Westrand des Siektales wird die Terrassenkante von einem Gebüschstreifen mit dominanten Adlerfarn von den oberhalb gelegenen Ackerflächen abgegrenzt. Im Norden ziehen sich Pferdeweiden und Obstweiden vom Hof Reingsen in das Bachtal. Der Reingser Bach weist eine hohe Strukturvielfalt mit teilweise über 2 m hohen Steilwänden, Kiesbänken, Flach- und Tiefwasserbereichen auf.
Insgesamt zieht sich das NSG über ca. 6,5 km.

## Schutzzweck
Das Naturschutzgebiet wurde zur Erhaltung und Entwicklung eines Tales und als Lebensraum gefährdeter Tier und Pflanzenarten ausgewiesen. Wie bei anderen Naturschutzgebieten in Deutschland wurde in der Schutzausweisung darauf hingewiesen, dass das Gebiet „wegen der landschaftlichen Schönheit und Einzigartigkeit“ zum Naturschutzgebiet wurde.